# مملكة باجارويونغ
مملكة باجارويونغ ( لغة مينانغكاباو: Karajaan Pagaruyuang) هي مملكة كانت تقع قديما في سومطرة، وتقع أراضيها في مقاطعة سومطرة الغربية وجزء من مقاطعة رياو اليوم.
يشار إلى اسم هذه المملكة من اسم شجرة نيبونغ أو رويونغ،  بالإضافة إلى أنه يمكن الإشارة إليها أيضًا من نقش ختم السلطان تانكال عالم باجاجار حاكم باجارويونغ،  وهو نص جاوي في الدائرة الداخلية الذي يقرأ (بأبجدية جاوية: سلطان توڠݢل عالم باݢݢر ابن سلطان خليفة الله يڠ ممڤوڽاءي تختا کراجأن دالم نݢري ڤݢرويڠ دار القرار جوهن برداولة ظل الله في العالمم ؛ العربية : سلطان تونكال عالم باجاجر بن السلطان خليفة الله الذي تولى عرش المملكة في باجارويونغ دار القرار بطل الدولة ظل الله في العالم  لسوء الحظ، فإن عدد سنوات حكمه غير مكتوب على ختم الشرف (1821-1833). انهارت هذه المملكة خلال حرب البادري، بعد توقيع اتفاقية بين جماعة عادات والهولنديين جعلت منطقة مملكة باجارويونغ تحت الإشراف الهولندي.
نشأت هذه المملكة على أنقاص مملكة ملايابورا،  المملكة التي ذكرها نقش أموغاباسا بقيادة أديتياوارمان،  الذي أسس نفسه كحاكم لأرض الملايو في سوارنابومي. بالإضافة لأراضي ملايابورا ضم أديتياوارمان أيضا مملكة دارماسرايا والعديد من الممالك أو المناطق الأخرى التي غزاها .

## تاريخ

### تأسيس باجارويونغ

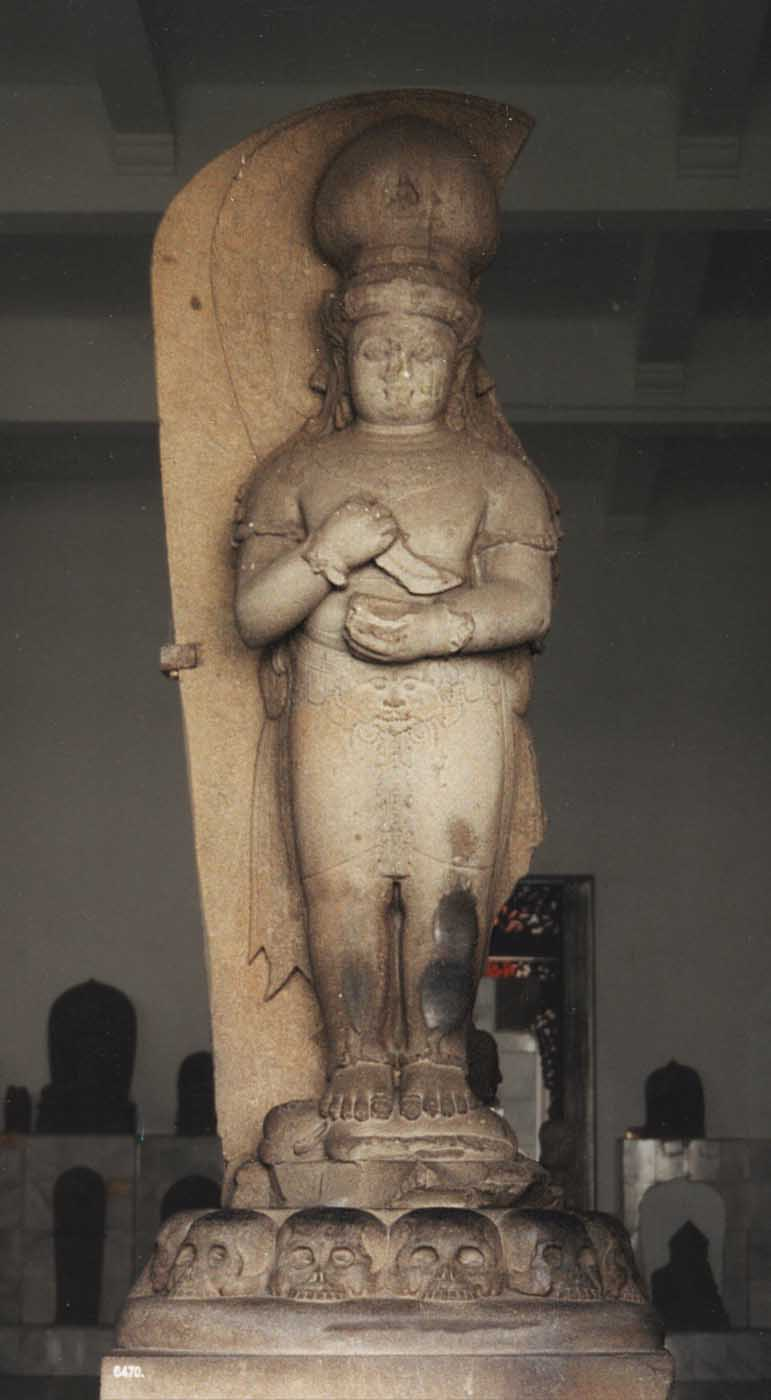
تمثال بهايراوا في المتحف الوطني لجمهورية إندونيسيا، جاكرتا.

لا يمكن معرفة ظهور اسم باجارويونغ كمملكة ملايو على وجه اليقين، فمن كتاب تامبو الذي يتقبله مجتمع المينانغكابو، لا أحد يعطي تاريخًا لأي أحداث يتم سردها، حتى لو اعتبروا أديتياوارمان مؤسس هذه المملكة، فإن تومبو نفسه أيضًا لا يذكرها بوضوح. ومع ذلك، من العديد من النقوش التي تركها أديتياوارمان، فإنه يُظهر أن أديتياوارمان كان بالفعل ملكًا في البلاد، على وجه الدقة كان يُسمى توان سوراواسا، كتفسير لنقش باتوسانغكار.
من المخطوطة التي أعاد أديتياوارمان نحتها على ظهر تمثال أموغاباسا  المذكورة في عام 1347 أعلن أديتياوارمان نفسه ملكًا في ملايابورا، أديتياوارمان هو ابن أدواياوارمان كما نقش على نقش كوبوراجو، وابن دارا جينجا، ابنة مملكة دارماسرايا كما هو موصوف في باراراتون. في السابق، حارب مع الماهاباتي جاجاه مادا لغزو بالي وباليمبانج،  خلال فترة حكمه ربما نقل أديتياوارمان مركز حكومته إلى المناطق الداخلية من مينانجكابو.
من نقش سوروسو بخط الملايو، يذكر أن أديتياوارمان أكمل بناء خندق لري حديقة ناندانا سري سوراواسا التي كانت دائمًا غنية بالأرز  الذي كان يصنعه عمه سابقًا أكاريندراوارمان الذي كان الملك السابق، حتى يمكن التأكد من ذلك وفقًا لعادات مينانجكاباو، فقد حدث الميراث من (العم) إلى (ابن أخ) في ذلك الوقت. بينما يوجد على الجانب الآخر من قناة الري نقش بخط ناجاري أو تاميلي، بحيث يمكن أن يشير إلى وجود عدد كبير من الأشخاص من جنوب الهند في المنطقة.
تم إرسال أديتياوارمان في الأصل لإخضاع مناطق مهمة في سومطرة، وحكم كملك تابع لماجاباهيت. ومع ذلك، من النقوش التي تركها هذا الملك، لم يذكر أي شيء يتعلق بأرض جاوة، ومن ثمَّ تذكر السجلات الصينية أن أديتياوارمان أرسل مبعوثين إلى الصين 6 مرات خلال الفترة من 1371 إلى 1377.
بعد وفاة أديتياوارمان، كان من الممكن أن ماجاباهيت أرسل حملة أخرى لغزو هذه المملكة في عام 1409. تسجل أساطير مينانجكاباو معركة شرسة مع جيش ماجاباهيت في منطقة الحقول الفاسدة (Padang Sibusuk). يقال أن المنطقة سميت بهذا الاسم بسبب وجود العديد من الجثث هناك. وفقًا للأسطورة، هُزم الجيش الجاوي.
قبل تأسيس هذه المملكة، كان لدى الناس في منطقة مينانجكابو بالفعل نظام سياسي مثل الكونفدرالية. انطلاقا من استمرارية التاريخ، فإن مملكة باجارويونغ هي نوع من التغيير في النظام الإداري للمجتمع المحلي فقط ( قبيلة مينانغ ).

### التأثير الهندوسي البوذي

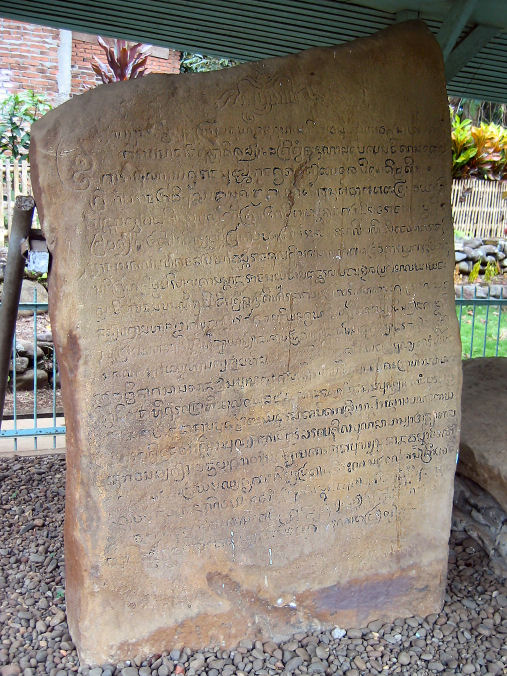
نقش أديتياوارمان

ظهر التأثير الهندوسي البوذي في وسط سومطرة في القرن الثالث عشر تقريبًا،  بدءًا من وصول بعثة بامالايو من قبل كيرتاناجارا، ولاحقًا في عهد أديتياوارمان وابنه أنانجاوارمان. تقدر قوة أديتياوارمان بأنها قوية بما يكفي للسيطرة على الجزء المركزي من سومطرة والمناطق المحيطة بها. يمكن إثبات ذلك من خلال اللقب مهراجاديراجا الذي يحمله أديتياوارمان باعتباره محفورًا على الجزء الخلفي من تمثال أموغاباسا، والذي تم العثور عليه في الروافد العليا لنهر نهر باتانغ هاري (بما في ذلك الآن منطقة دارماسرايا).
من نقش باتوسانغكار، يذكر أن أنانجاوارمان أو المُسمى يوفاراجا قام بطقوس من تعاليم التانترا من البوذية تسمى هيفاجرا، وهي حفل نقل السلطة من أديتياوارمان إلى ولي عهده، ويمكن أن يكون هذا مرتبطًا بالتأريخ الصيني في عام 1377 حول وجود مبعوث San-fo-ts'i للإمبراطور الصيني الذي طلب الاعتراف به كحاكم لمنطقة San-fo-ts'i.
لا تزال بعض المناطق الداخلية في وسط سومطرة متأثرة بالبوذية، بما في ذلك منطقة معبد بادانجروكو ومنطقة معبد بادانجلاواس ومنطقة معبد موارا تاكس. من الممكن أن تنتمي المنطقة إلى منطقة أديتياوارمان التي احتلها. في حين أن أتباع هذا التعليم المسجلين بصرف النظر عن أديتياوارمان في الفترة السابقة له كانوا قوبلاي خان من المغول والملك كيرتانيجارا ملك سينغاساري.

### التأثير الإسلامي

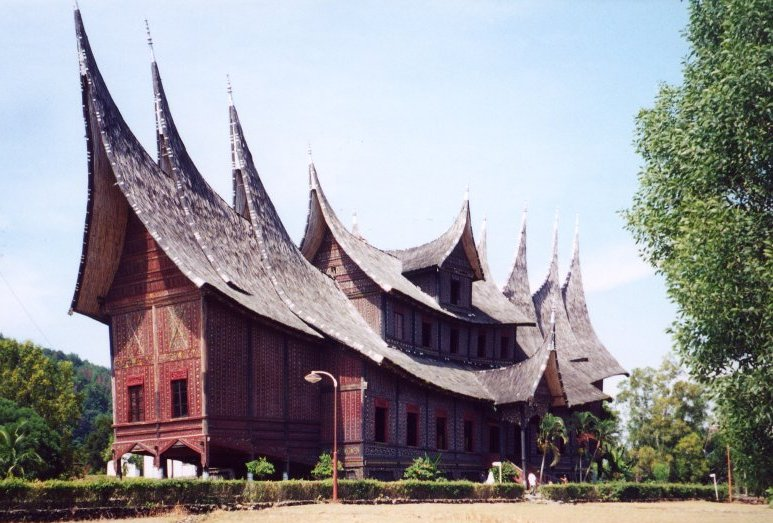
قصر باجارويونغ حيث يتوج الملك

أعطى تطور الإسلام بعد نهاية القرن الرابع عشر تأثيرًا إلى حد ما، خاصة تلك المتعلقة بالنظام الأبوي، وأعطى ظاهرة جديدة نسبيًا للناس في منطقة مينانغكابو الداخلية. في أوائل القرن السادس عشر، طبقا لسجلات سوما أورينتال، التي كُتبت بين عامي 1513 و 1515، أشارت إلى أنه من بين ملوك مينانجكابو الثلاثة، كان واحدًا فقط قد أسلم قبل 15 عامًا.
تطور تأثير الإسلام في باجارويونغ في القرن السادس عشر تقريبًا، من خلال الرحالة والمدرسين الدينيين الذين مروا أو أتوا من آتشيه وملقا. أحد تلاميذ رجل الدين الشهير من أتشيه الشيخ عبد الرؤوف الفنصوري السنكيلي (تنكو شاه كوالا)، وهو الشيخ برهان الدين أولكان، وهو عالم يعتبر أول من نشر الإسلام في باجارويونغ. في القرن السابع عشر، تحولت مملكة باجارويونغ أخيرًا إلى سلطنة إسلامية. يُدعى أول ملك إسلامي في سجل تامبو مينانغكابو سلطان ألف.
مع دخول الإسلام، بدأت القواعد العرفية التي تتعارض مع تعاليم الإسلام في القضاء واستبدلت الأشياء الأساسية في العادات بقواعد دينية إسلامية. مقولة مينانغكابو التقليدية الشهيرة: " Adat basandi syarak، syarak basandi Kitabullah "، والتي تعني أن عادات (العُرف) المينانغكابو تقوم على الإسلام، بينما الإسلام يقوم على القرآن. ولكن في بعض النواحي لا تزال هناك بعض الأنظمة والطرق التقليدية لا تزال قائمة وهذا ما أدى إلى اندلاع حرب أهلية تعرف باسم حرب البادري والتي كانت في الأصل بين البادري (العلماء) وجماعة عادات، قبل أن يتدخل الهولنديون. في هذه الحرب.
كان للإسلام أيضًا تأثير على نظام الحكم في مملكة باجارويونغ مع إضافة عناصر حكومية مثل توان قاضي والعديد من المصطلحات الأخرى المتعلقة بالإسلام. من الواضح أن تسمية بلدة Sumpur Kudus الذي يحتوي على كلمة Kudus التي تأتي من كلمة قدوس (مقدس) كمقر لراجو عبادات وبلدة Limo Kaum التي تحتوي على كلمة Kaum التي تأتي من كلمة قوم هو تأثير واضح من اللغة العربية أو الإسلام. بالإضافة إلى ذلك، في المجتمع، تظهر أيضًا مصطلحات الإمام، وKatik (الخطيب)، وBila (بلال)، وMalin (المعلم) والتي تعد بدائل للمصطلحات الهندوسية والبوذية المستخدمة سابقًا مثل مصطلح Pandito (باندت/كاهن).

### العلاقات مع هولندا وانجلترا
في أوائل القرن السابع عشر، أُجبرت هذه المملكة على الاعتراف بسيادة سلطنة آتشيه،  والاعتراف بحكام آتشيه الذين تم تعيينهم على الساحل الغربي لسومطرة. ولكن حوالي عام 1665، انتفض شعب مينانغ على الساحل الغربي وتمردوا ضد حاكم أتشيه. من خطاب من حاكم مينانغكاباو الذي أطلق على نفسه اسم ملك باجارويونغ، قدم طلبًا إلى شركة الهند الشرقية الهولندية، واستغل الهولنديين في ذلك الوقت الفرصة لوقف احتكار آتشيه للذهب والفلفل. علاوة على ذلك، أرسلت شركة الهند الشرقية الهولندية من خلال الوصي في بادنغ، جاكوب بيتس رسالة بتاريخ 9 أكتوبر 1668 موجهة إلى السلطان أحمد شاه اسكندر ذو القرنين، حاكم مينانغكابو الذي كان غني بالذهب وأبلغه أن شركة الهند الشرقية الهولندية قد سيطرت على الساحل الغربي للمنطقة الساحلية بحيث يمكن أن تتدفق تجارة الذهب عائدة إلى الساحل. وفقًا للسجلات الهولندية، توفي السلطان أحمد شاه عام 1674  وخلفه ابنه السلطان إندرماسيا.
عندما نجحت شركة الهند الشرقية الهولندية في طرد سلطنة آتشيه من ساحل غرب سومطرة في عام 1666،  ضعف تأثير آتشيه على باجارويونغ. أصبحت العلاقة بين المناطق الخارجية والساحلية مع مركز مملكة باجارويونغ أقرب مرة أخرى. في ذلك الوقت كانت باجارويونغ أحد المراكز التجارية في جزيرة سومطرة، بسبب إنتاج الذهب هناك. وهكذا لفتت انتباه الهولنديين والبريطانيين لإقامة علاقة مع باجارويونغ. هناك سجلات أنه في عام 1684، قام برتغالي يدعى توماس دياس بزيارة باجارويونغ بأمر من الحاكم العام الهولندي في ملقا.
حوالي عام 1750، بدأت مملكة باجارويونغ تكره وجود شركة الهند الشرقية الهولندية في بادنغ وحاولت إقناع البريطانيين، الذين كانوا في بنغكولو، بالتحالف معهم لطرد الهولنديين، على الرغم من عدم استجابة البريطانيين. ومع ذلك، تمكن البريطانيون في عام 1781 من السيطرة على بادنج لفترة،  وفي ذلك الوقت جاء مبعوث من باجارويونغ لتهنئة البريطانيين على نجاحهم في طرد الهولنديين من بادنغ. وفقًا لمارسدن، لطالما اعتبرت أرض مينانغكابو الأغنى بالذهب، وفي ذلك الوقت قيل إن سلطة ملك مينانغكابو مقسمة بين ملك سوروسو وملك سنغاي طراب بنفس القوة. سابقًا في عام 1732، سجل الوصي الهولندي في بادنغ أن ملكة تُدعى Yang Dipertuan Puti Jamilan (صاحبة الجلالة بوتي جميلان) قد أرسلت رمحًا وسيفًا مصنوعًا من الذهب، كعلامة لتأكيد نفسها كحاكم للأرض الذهبية. على الرغم من تمكن الهولنديين والبريطانيين في وقت لاحق من الوصول إلى المناطق الداخلية من مينانجكاباو، إلا أنهم لم يعثروا على احتياطيات كبيرة من الذهب من المنطقة.
نتيجة للصراع بين بريطانيا وفرنسا في الحروب النابليونية التي كان الهولنديون فيها على الجانب الفرنسي، حارب البريطانيون الهولنديين واستعادوا السيطرة على الساحل الغربي لسومطرة الغربية بين 1795 و 1819. زار توماس ستامفورد رافلز مدينة باجارويونغ عام 1818، والتي كانت قد بدأت بالفعل في التعرض للحرب بين البادري وجماعة عادات. في ذلك الوقت، وجد رافلز أن العاصمة الملكية قد احترقت بسبب الحرب التي حدثت. بعد السلام بين إنجلترا وهولندا في عام 1814، عاد الهولنديون إلى بادنغ في مايو 1819. أعادت هولندا تأكيد نفوذها على جزر سومطرة وباجارويونغ بتوقيع معاهدة لندن عام 1824 مع بريطانيا.

### انهيار باجارويونغ
كانت قوة ملك باجارويونغ ضعيفة للغاية في الأيام التي سبقت حرب البادري، على الرغم من أن الملك كان لا يزال يحظى بالاحترام. وقعت المناطق الواقعة على الساحل الغربي تحت تأثير آتشيه، بينما أصبحت إندرابورا الواقعة على الساحل الجنوبي مملكة مستقلة عمليًا على الرغم من أنها كانت لا تزال تخضع رسميًا لملك باجارويونغ.
في بداية القرن التاسع عشر اندلع صراع بين جماعة البادري و. في بعض المفاوضات لم يكن هناك اتفاق بينهما. إلى جانب ذلك في العديد من البلدان في مملكة باجارويونغ، كان هناك اضطراب، وفي ذروتها هاجم البادري تحت قيادة توانكو باسمان باجارويونغ في عام 1815. أُجبر السلطان عارفين مونينغ شاه على التنحي والفرار من العاصمة الملكية إلى لوبوك جامبي.
بضغط من البادري، طلبت العائلة المالكة في باجارويونغ المساعدة من الهولنديين، وكانوا في السابق يمارسون الدبلوماسية مع البريطانيين عندما زار رافلز باجارويونغ ووعدهم بالمساعدة. في 10 فبراير 1821  وقع السلطان تانكال عالم باجاجار شاه، ابن شقيق السلطان عارفين مونينغ شاه الذي كان في بادنغ،  جنبًا إلى جنب مع 19 من الزعماء المحليين الآخرين اتفاقية مع الهولنديين للتعاون ضد البادري. على الرغم من أن السلطان تانكال عالم باجاجار في ذلك الوقت كان يعتبر غير مؤهل لعقد اتفاق نيابة عن مملكة باجارويونغ. نتيجة لهذه الاتفاقية، جعلها الهولنديون علامة على استسلام مملكة باجارويونغ للحكومة الهولندية. ثم بعد أن نجح الهولنديون في الاستيلاء على باجارويونغ من البادري، في عام 1824 بناءً على طلب المقدم راف، عاد السلطان عارفين مونينغ شاه إلى باجارويونغ، ولكن في عام 1825، توفي السلطان عارفين مونينغ شاه، آخر ملوك مينانغكابو، ودُفن لاحقًا في باجارويونغ.

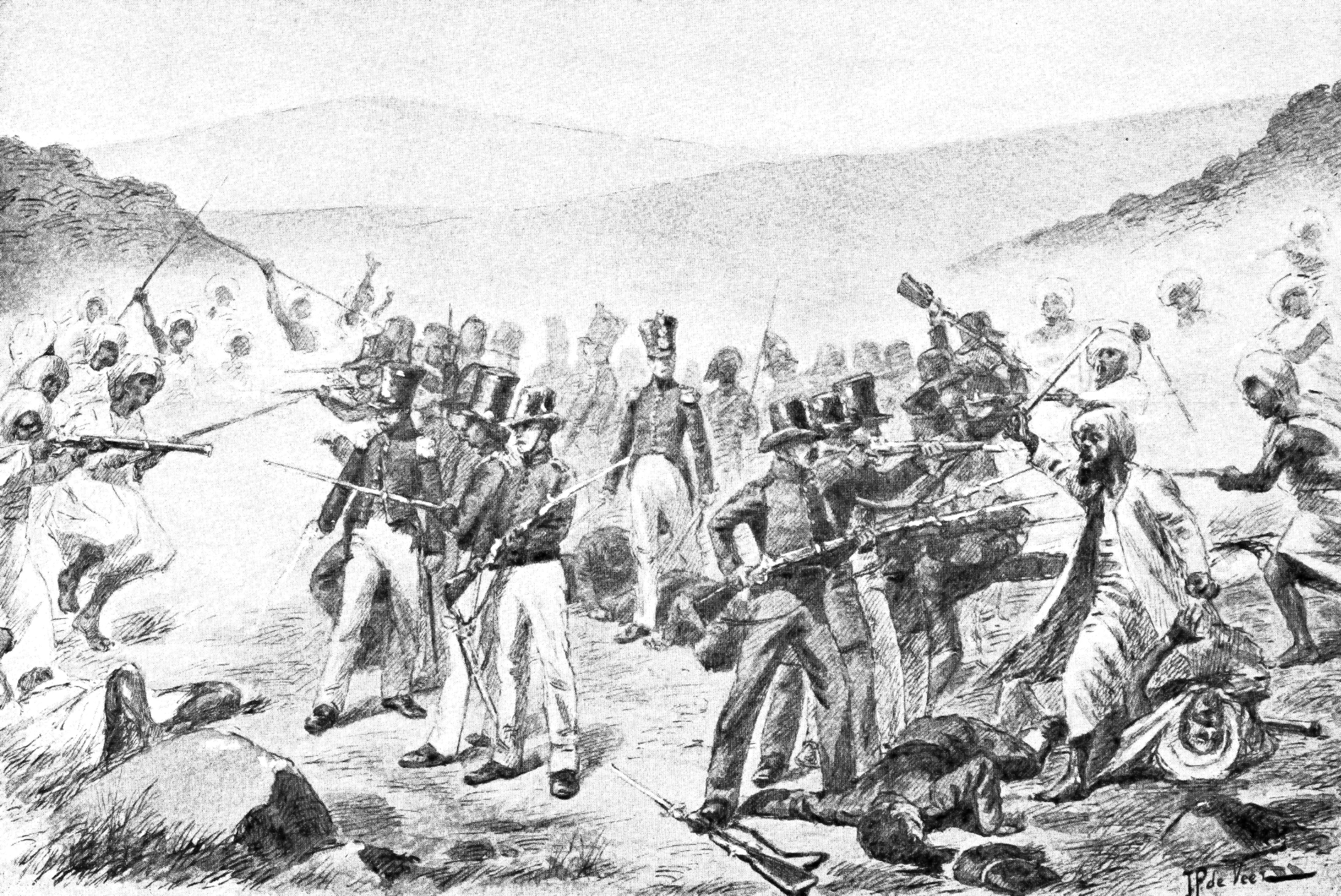
واجهت القوات الهولندية والبادري بعضها البعض في ساحة المعركة. اللوحة حوالي عام 1900.

بينما أراد سلطان تانكال عالم باجاجار من ناحية أخرى الاعتراف به كملك باجارويونغ، فقد حدت حكومة جزر الهند الشرقية الهولندية منذ البداية من سلطته وعينته فقط كوصي على تانا داتار. ربما لأن هذه السياسة دفعت سلطان تنكال عللم باغار إلى التفكير في كيفية طرد الهولنديين من بلاده.
بعد الانتهاء من حرب ديبونيجورو في جاوة، حاول الهولنديون بعد ذلك غزو البادري بقوات من جافا ومادورا وبوجيس وأمبون. لكن يبدو أن الطموحات الاستعمارية الهولندية جعلت عادات والبادري يحاولان نسيان خلافاتهما وتحلالفهما سرًا لطرد الهولنديين. في 2 مايو 1833، اعتقل المقدم إيلوت السلطان تانجكال علم باغار في باتوسانغكار بتهمة الخيانة العظمى. تم نفيه إلى باتافيا ( جاكرتا الآن) حتى نهاية حياته، ودُفن في مقبرة مانغا دوا.
بعد سقوطها، ظل نفوذ مملكة باجارويونغ ومكانتها عالية، خاصة بين شعب مينانجكاباو الذين كانوا في الخارج. تمت دعوة أحد ورثة مملكة باجارويونغ ليصبح حاكمًا على كوانتان. وبالمثل، عندما كان رافلز لا يزال في الخدمة في شبه جزيرة الملايو، التقى بعائلة باجارويونغ الملكية الذين كانوا في نيغيري سمبيلان، وكان رافلز ينوي تعيين يانغ ديبرتوان علي الامسية الذي اعتبره سليلًا مباشرًا لملك مينانغكابو كملك تحت الحماية البريطانية. في هذه الأثناء، بعد نهاية حرب البادري، طلب الوصي على تاناه داتار (Tuan Gadang) من حكومة جزر الهند الشرقية الهولندية إعطاء منصب أعلى من مجرد منصب وصي تاناه داتار الذي شغله بعد استبدال السلطان تانجكال علم باغار، ولكن رفض الهولنديون هذا الطلب،  شمل هذا لاحقًا أحد الأسباب الدافعة وراء تمرد 1841 في باتيبوه إلى جانب مشكلة نظام الزراعة الهولندي.

## حدود المملكة
وفقًا لتومي بيريس في سوما أورينتال،  أراضي مينانغكابو بعيدًا عن المرتفعات الداخلية لسومطرة حيث أقام ملكه، شملت أيضًا منطقة الساحل الشرقي لأركات (بين آرو وروكان) إلى جامبي ومدن الساحل الغربي بانشور. باروس وتيكو وباريامان. تشير السجلات أيضًا إلى أن أراضي إندراجيريو، سياك و أركات هي جزء من أراضي المينانغكاباو (بمعنى: شمل أقصى اتساع للمملكة شمالا: الأجزاء الجنوبية من مقاطة سومطرة الشمالية وجنوباً: أجزاء من مقاطعة جمبي وجزء من مقاطعة بنغكولو وشرقا: مقاطعة رياو وغرباً: مقاطعة سومطرة الغربية ). لكن في وقت لاحق تم فصل المناطق الخارجية مثل سياك وكامبار وإندراجيري وغزوها سلطنة ملقا وسلطنة آتشيه.
كانت منطقة التأثير السياسي لمملكة باجارويونغ هي المنطقة التي عاشت فيها ثقافة مينانغكابو ونمت وتطورت. يمكن تتبع هذه المنطقة من بيان تامبو (أسطورة عرفية) بلغة مينانغ:
Dari Sikilang Aia Bangih
Hingga Taratak Aia Hitam
Dari Durian Ditakuak Rajo
Hingga Sialang Balantak Basi
Sikilang Aia Bangih هي الحدود الشمالية، الآن في منطقة باسامان الغربية، على الحدود مع ناتال، سومطرة الشمالية. Taratak Aia Hitam هي منطقة بنغكولو. Durian Ditakuak Rajo هي منطقة فيريجنسي بونجو في جامبي. أخيرًا، Sialang Balantak Basi هي بلدة بارانجين في منطقة كامبار، رياو الآن.

### تأثير
غطى تأثير مملكة باجارويونغ جزيرة سومطرة بأكملها تقريبًا كما كتب ويليام مارسدن في كتابه تاريخ سومطرة (1784). كما اعترفت العديد من الممالك الأخرى خارج سومطرة بسيادة باجارويونغ، وإن لم يكن ذلك من حيث دفع الجزية. هناك ما يصل إلى 62 إلى 75 مملكة صغيرة في الأرخبيل تحت باجارويونغ، والتي تنتشر في الفلبين وبروناي وتايلاند وماليزيا، وكذلك في سومطرة ونوسا تنقارا الشرقية ونوسا تنقارا الغربية في إندونيسيا.

## هامش
1. ↑  Anonim. 1822. Malayan Miscellanies, Vol II: The Geneology of Rajah of Pulo Percha. Printed And Published at Sumatra Mission Press. Bencoolen
2. 1 2 3 4 5 6  Amran، Rusli (1981). Sumatra Barat hingga Plakat Panjang. Penerbit Sinar Harapan.
3. ↑  Lihat: Cap mohor Bagagarsyah dari Pagaruyung
4. 1 2  Stuers، H.J.J.L. (1849). De vestiging en uitbreiding der Nederlanders ter westkust van Sumatra. P.N. van Kampen.
5. ↑  Casparis، J.G. (1975). Indonesian palaeography: a history of writing in Indonesia from the beginnings to C. A, Part 1500. E. J. Brill. ISBN 978-90-04-04172-1.
6. ↑  Mhd. Nur, et al. (2016) "Perjuangan Sultan Alam Bagagar Syah Dalam Melawan Penjajah Belanda di Minangkabau pada Abad ke 19" Agam : Kementerian Pendidikan dan Kebudayaan نسخة محفوظة 7 يوليو 2022 على موقع واي باك مشين.
7. 1 2  Casparis، J.G. (1989). "Peranan Adityawarman Putera Melayu di Asia Tenggara". Tamadun Melayu. ج. 3: 918–943.
8. ↑  Kern, J.H.C., (1907), De wij-inscriptie op het Amoghapāça-beeld van Padang Candi(Batang Hari-districten); 1269 Çaka, Tijdschrift voor Indische Taal-, Land-, en Volkenkunde.
9. ↑  Berg, C.C., (1985), Penulisan Sejarah Jawa, (terj.), Jakarta: Bhratara
10. 1 2  Casparis، J.G. (1990). "An ancient garden in West Sumatra". Kalpataru ع. 9: 40–49.
11. 1 2  Kozok، U. (2006). Kitab Undang-Undang Tanjung Tanah: Naskah Melayu yang Tertua. Jakarta: Yayasan Obor Indonesia. ISBN 979-461-603-6.
12. 1 2 3  Muljana، S. (2005). Runtuhnya Kerajaan Hindu-Jawa dan Timbulnya Negara-negara Islam di Nusantara. Yogyakarta: PT LKiS Pelangi Aksara. ISBN 979-98451-16-3.
13. ↑  Mahāwitthayālai Sinlapākō̜n (2003). Sanskrit in Southeast Asia. Sanskrit Studies Centre, Silpakorn University. ISBN 974-641-045-8.
14. ↑  Suleiman، S. (1977). The archaeology and history of West Sumatra. Pusat Penelitian Purbakala dan Peninggalan Nasional, Departemen P & K.
15. ↑  Poesponegoro، M.D. (1992). Sejarah nasional Indonesia: Jaman kuno. Jakarta: PT Balai Pustaka. ISBN 979-407-408-X.
16. 1 2  Cortesão, Armando, (1944), The Suma Oriental of Tomé Pires, London: Hakluyt Society, 2 vols.
17. ↑  Batuah, A. Dt. & Madjoindo, A. Dt., (1959), Tambo Minangkabau dan Adatnya, Jakarta: Balai Pustaka.
18. 1 2  Kepper, G., (1900), Wapenfeiten van het Nederlands Indische Leger; 1816-1900, M.M. Cuvee, Den Haag.
19. ↑  Kathirithamby-Wells, J., (1969), Achehnese Control over West Sumatra up to the Treaty of Painan of 1663, JSEAH 10, 3:453-479.
20. ↑  Basel, J.L., (1847), Begin en Voortgang van onzen Handel en Voortgang op Westkust, TNI 9, 2:1-95.
21. ↑  NA, VOC 1277, Mission to Pagaruyung, fols. 1027r-v
22. 1 2 3 4 5  Dobbin، C.E. (1983). Islamic revivalism in a changing peasant economy: central Sumatra, 1784-1847. Curzon Press. ISBN 0-7007-0155-9.
23. ↑  SWK 1703 VOC 1664, f. 117-18
24. ↑  Haan, F. de, (1896), Naar midden Sumatra in 1684, Batavia-'s Hage, Albrecht & Co.-M. Nijhoff. 40p. 8vo wrs. Tijdschrift voor Indische Taal-, Land- en Volkenkunde, Deel 39.
25. ↑  Kato، Tsuyoshi (2005). Adat Minangkabau dan merantau dalam perspektif sejarah. PT Balai Pustaka. ISBN 979-690-360-1.
26. ↑  Raffles، Sophia (1835). "Chapter V". Memoir of the life and public services of Sir Thomas Stamford Raffles. J. Duncan. ج. Volume I. {{استشهاد بكتاب}}: |المجلد= يحوي نصًّا زائدًا (مساعدة)
27. 1 2 3  Marsden، William (1784). The history of Sumatra: containing an account of the government, laws, customs and manners of the native inhabitants, with a description of the natural productions, and a relation of the ancient political state of that island. مؤرشف من الأصل في 2022-07-07.
28. ↑  Andaya، B.W. (1993). To live as brothers: southeast Sumatra in the seventeenth and eighteenth centuries. University of Hawaii Press. ISBN 0-8248-1489-4.
29. ↑  Miksic, John., (1985), Traditional Sumatran Trade, Bulletin de l'Ecole française d'Extrême-Orient.
30. ↑  Raffles، Sophia (1835). "Chapter XII". Memoir of the life and public services of Sir Thomas Stamford Raffles. J. Duncan. ج. Volume I. {{استشهاد بكتاب}}: |المجلد= يحوي نصًّا زائدًا (مساعدة)
31. ↑  Francis، E. (1859). Herinneringen uit den Levensloop van een Indisch Ambtenaar van 1815 tot 1851: Medegedeeld in briefen door E. Francis. van Dorp.
32. ↑  Nain, Sjafnir Aboe, (2004), Memorie Tuanku Imam Bonjol (MTIB), transl., Padang: PPIM.
33. ↑  Teitler, G., (2004), Het einde Padri Oorlog: Het beleg en de vermeestering van Bondjol 1834-1837: Een bronnenpublicatie, Amsterdam: De Bataafsche Leeuw.
34. ↑  Hamka (12 Februari 1975). Pidato Prof. Dr. Hamka dalam upacara pemakaman kembali Sultan Alam Bagagar Syah di Balai Kota Jakarta. Jakarta:Penerbit Pustaka Panjimas.
35. ↑  Anon, (1893), Mededelingen...Kwantan. TBG 36: 325–42.
36. ↑  Radjab، M., (1964). Perang Paderi di Sumatra Barat, 1803-1838. Balai Pustaka.{{استشهاد بكتاب}}:  صيانة الاستشهاد: أسماء متعددة: قائمة المؤلفين (link) صيانة الاستشهاد: علامات ترقيم زائدة (link)
37. ↑  Cheah Boon Kheng, Abdul Rahman Haji Ismail (1998). Sejarah Melayu. the Malaysian Branch of the Royal Asiatic Society.
38. ↑  Djamaris, Edwar, (1991), Tambo Minangkabau, Jakarta: Balai Pustaka.
39. ↑  "Pagaruyung, Simbol Perekat Nusantara" Kompas.com, 22 Juni 2013. Diakses 23 Juni 2015. نسخة محفوظة 15 يونيو 2022 على موقع واي باك مشين.

## أنظر أيضا
- قائمة ملوك باجارويونغ
- حرب البادري

## روابط خارجية
- (بالإندونيسية) "Pagaruyung, Simbol Perekat Nusantara Halaman 2". KOMPAS.com (بالإندونيسية). 22 Jun 2013. Archived from the original on 2022-07-06. Retrieved 2021-11-02.| الهندوسية / البوذية | - بلامبانجان - قالوه - جانغالا - كاهوريبان - كالينجا - ماجاباهيت - ماتارام - ميدانغ كامولان - سالكاناجارا - كيديري - سينغاساري - سريفيجايا - سوندا - تاروماناجارا |
| الإسلامية           | - بنتن - سيربون - دلي - ديماك - كالينيامت - ماتارام - باجانغ - سوميدانغ لارانغ - سوراكارتا - يوجياكرتا                                                            |

| الهندوسية / البوذية | - كانتولي - ماجاباهيت - الملايو - باناي - ساماسكوتا - سانفوتسي - سريفيجايا                                                                |
| الإسلامية           | - آتشيه - أساهان - بنتن - جمبي - جوهر - فلمبان - ساموديرا باساي - لانغكات - ملقا - باجارويونغ - رياو-لينجا - سيردانغ - سياك سري إندرابورا |